# Okrągła Góra (Beskid Wyspowy)
Okrągła Góra (625,5 m) – szczyt w Beskidzie Wyspowym. Ma faktycznie kształt zbliżony do kolistego. Znajduje się na granicy miejscowości Mszana Dolna i Glisne w powiecie limanowskim, w gminie Mszana Dolna. Jego południowo-zachodnie stoki opadają do dolinki potoku Gęsia Szyja, północno-zachodnie i północne do dolinki potoku Szarków, wschodnie na pola uprawne Mszany Dolnej.
Okrągłą Górę porasta bukowo-jodłowy las, tylko w jej południowo-wschodnie stoki wcina się wąskim i długim klinem łąka osiedla Ziajkówka.
Zachodnim stokiem Małej Góry prowadzi szlak turystyczny omijający z daleka jej wierzchołek.